# Пэррат, Уолтер
Уолтер Пэррат (англ. Walter Parratt; 10 февраля 1841 — 27 марта 1924) — британский органист и композитор.
Один из наиболее значительных британских органистов рубежа веков. С 1854 по 1861 был органистом в церкви Святого Павла в своём родном городе. С 1882 года занимал должность органиста в Часовне Святого Георгия в Виндзорском замке. Пэррат был возведён в рыцарское достоинство в 1892 г., а в 1893 г. назначен на почётную должность Мастера королевской музыки. В 1883—1923 гг. Пэррат был профессором органа в Королевском музыкальном колледже, в 1908—1918 гг. также профессором музыки Оксфордского университета. Среди учеников Пэррата, в частности, Ральф Воан-Уильямс, Леопольд Стоковский, Линвуд Фарнем, Перси Кан.